# Mariana Gonxarov
Mariana Gonxarov -o Goncharov- (Moscú, 1904 - Barcelona, 10 de marzo de 1981), que firmaba con los seudónimos de fair (o Fair) y a veces Mariana García, fue una ilustradora rusa establecida en España en la década los años 20, que se dedicó al cartelismo, la ilustración y el diseño publicitario.
Sus creaciones se caracterizan por las siluetas estilizadas de la figura femenina, en imágenes elegantes y cosmopolitas, modernas y deportistas, que combina con líneas geométricas, una tipografía de estilo racionalista, con letras de palo seco, y un gran dominio del color.

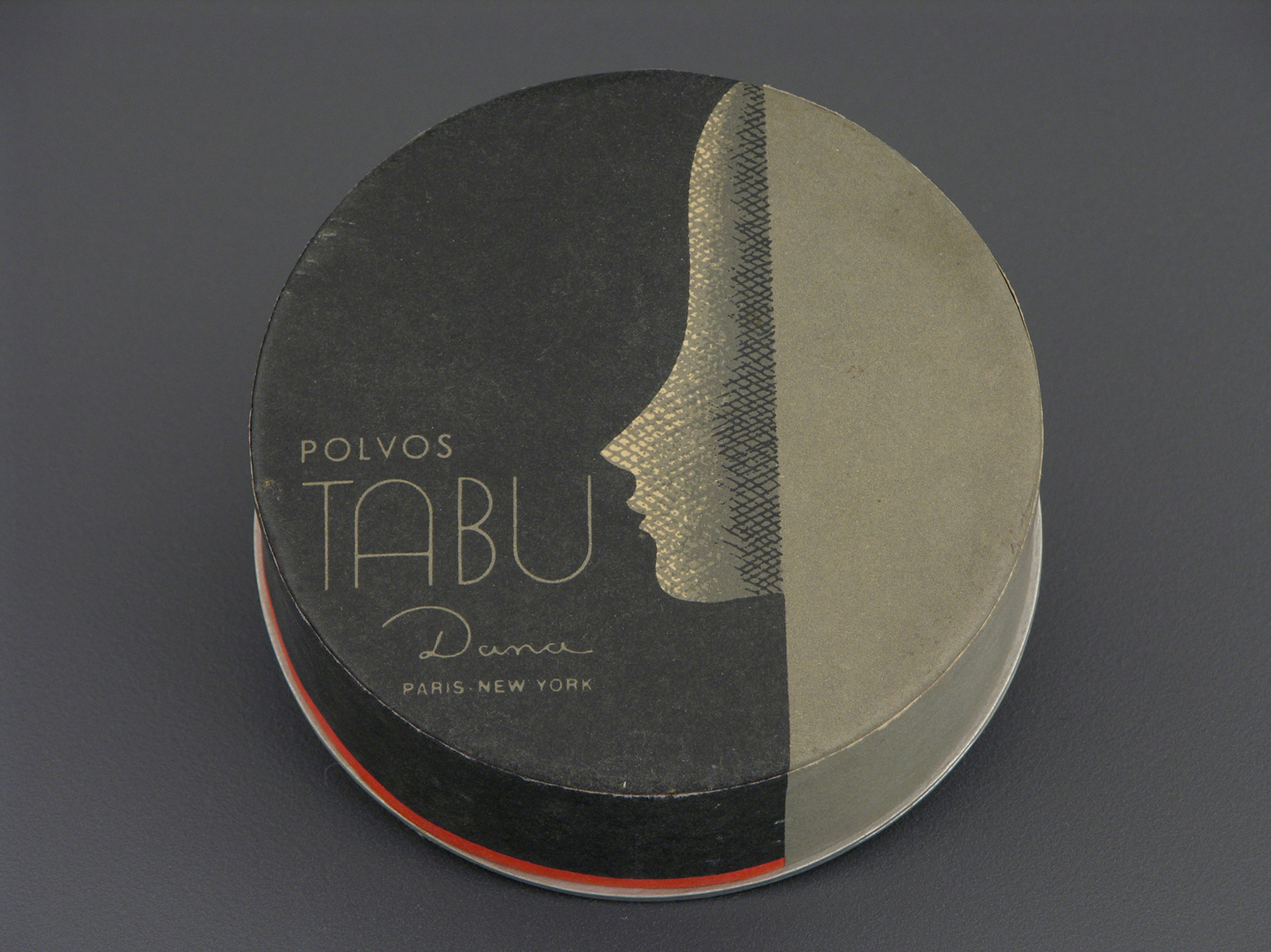
Diseño para Tabu Polveras

## Biografía
Durante la infancia, vivió con su familia en Suiza e Italia hasta que, por el trabajo del padre, Serguei Gonxarov, llegó a Barcelona en 1921, donde instalaron su residencia. Aprendió entonces castellano y catalán, lenguas que se añadían a las que ya hablaba: ruso, italiano, francés e inglés.
Se casó con Santiago García Alsina, propietario del Gimnasio-Solárium García Alsina, fundado en 1868, el más antiguo de Barcelona y quizás de España. Con la excepción de los años de la guerra civil española, que vivió en París (Francia), donde nació su hijo, el médico Juan García-Alsina, vivió siempre en Barcelona.

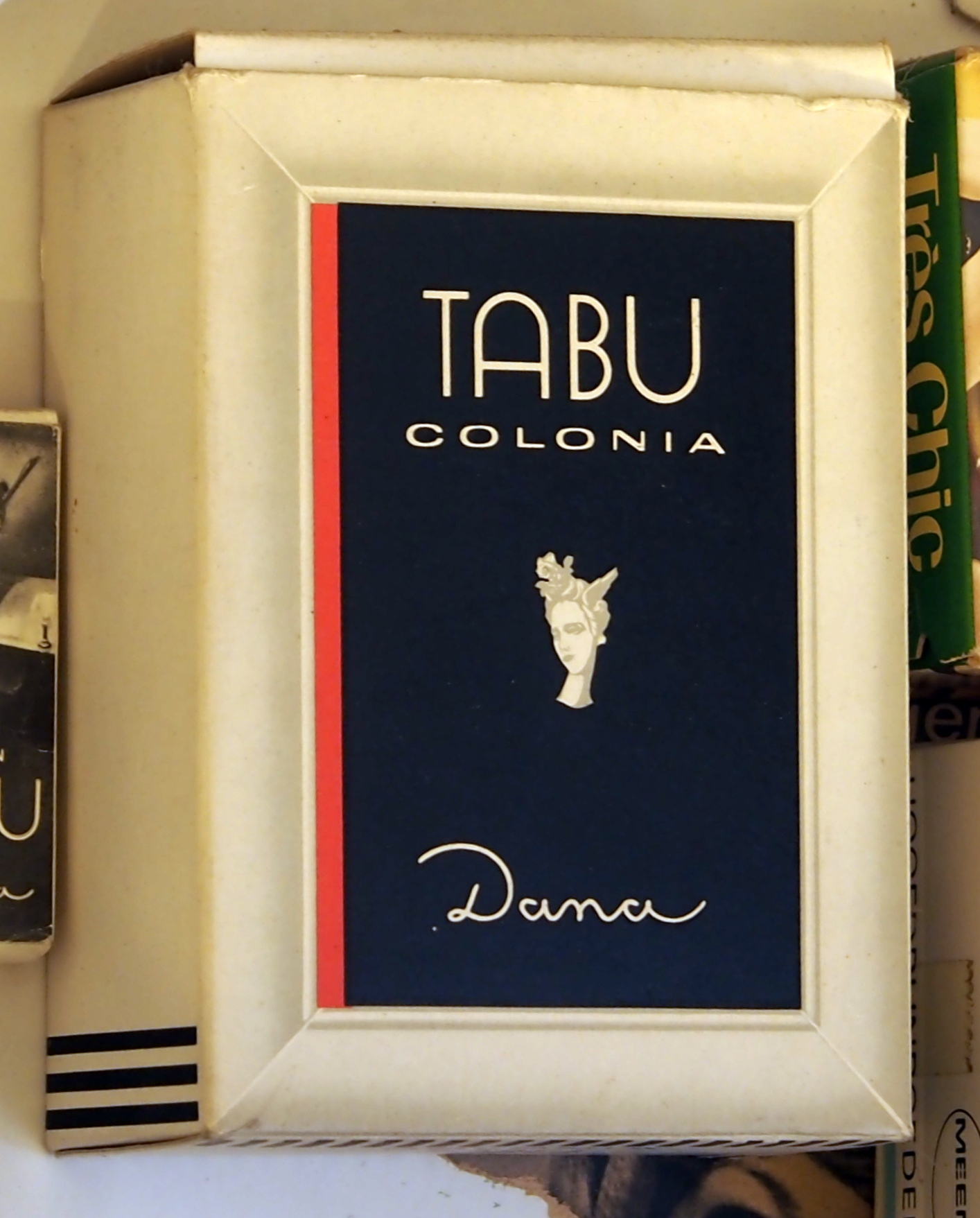
Diseño para Colonia Tabu

## Actividad profesional
Las primeras noticias que se tienen de Gonxarov como dibujante o cartelista son de 1930, año en que fue galardonada con el primer premio del cartel del Club Femenino y de Deportes de Barcelona, que muestra una figura femenina con traje blanco que sostiene en una mano una pequeña figura alada de la victoria –también blanca– y apoya en un libro la otra mano. También es suyo el cartel para la Residencia de Oficinistas de la Generalidad de Cataluña, que usa solamente dos tintas, azul y roja, en una composición atrevida y elegante de una figura femenina deportista.
Además de la publicidad del Gimnasio-Solárium García Alsina, entre sus trabajos más relevantes destacan sobre todo el packaging diseñado para la marca de perfumes Dana, en el que introdujo sus características franjas geométricas. Además del logotipo genérico, aún vigente, hay que atribuirle el diseño de los diversos productos que la firma creó a lo largo de los años 30. Así, destaca la línea de maquillajes Tabu (que incluía colonia, jabón, loción, fijador, polvos, pintalabios y otros), que, más o menos adaptado, se continúa comercializando con el mismo diseño: unos tonos de color verde y azul, con elementos geométricos negros y rojos y, como siempre, letras de palo seco. También elaboró para la misma empresa Dana el diseño de otros productos como Bolero, Madrigal, Resinas Capitosas, Emir, halagar, Verbena, Berenice, Oasis, Luxor, etc.
Igualmente, creó los diseños editoriales y publicitarios para la sombrerería Bahía (después, Modas Bahía), una casa de la Gran Vía de las Cortes Catalanas de Barcelona con la cual colaboró también en el diseño de tejidos y estampados. Fue la directora artística de la revista Tricornio. Publicación trimestral de modas, editada por Modas Bahía, que ya dirigía al menos desde 1934. También diseñó publicidad para la Sastrería Santa Eulalia y para Sombreros Standard.
Socia del Fomento de las Artes Decorativas, en 1941 participó en el II Salón de Artistas Decoradores, con bocetos y dibujos para Dana, y también algún cartel para Perramon & Bahía. Gonxarov pintaba acuarelas, aunque nunca expuso su obra pictórica fuera de la dedicación profesional.